# 阿兹特克建筑

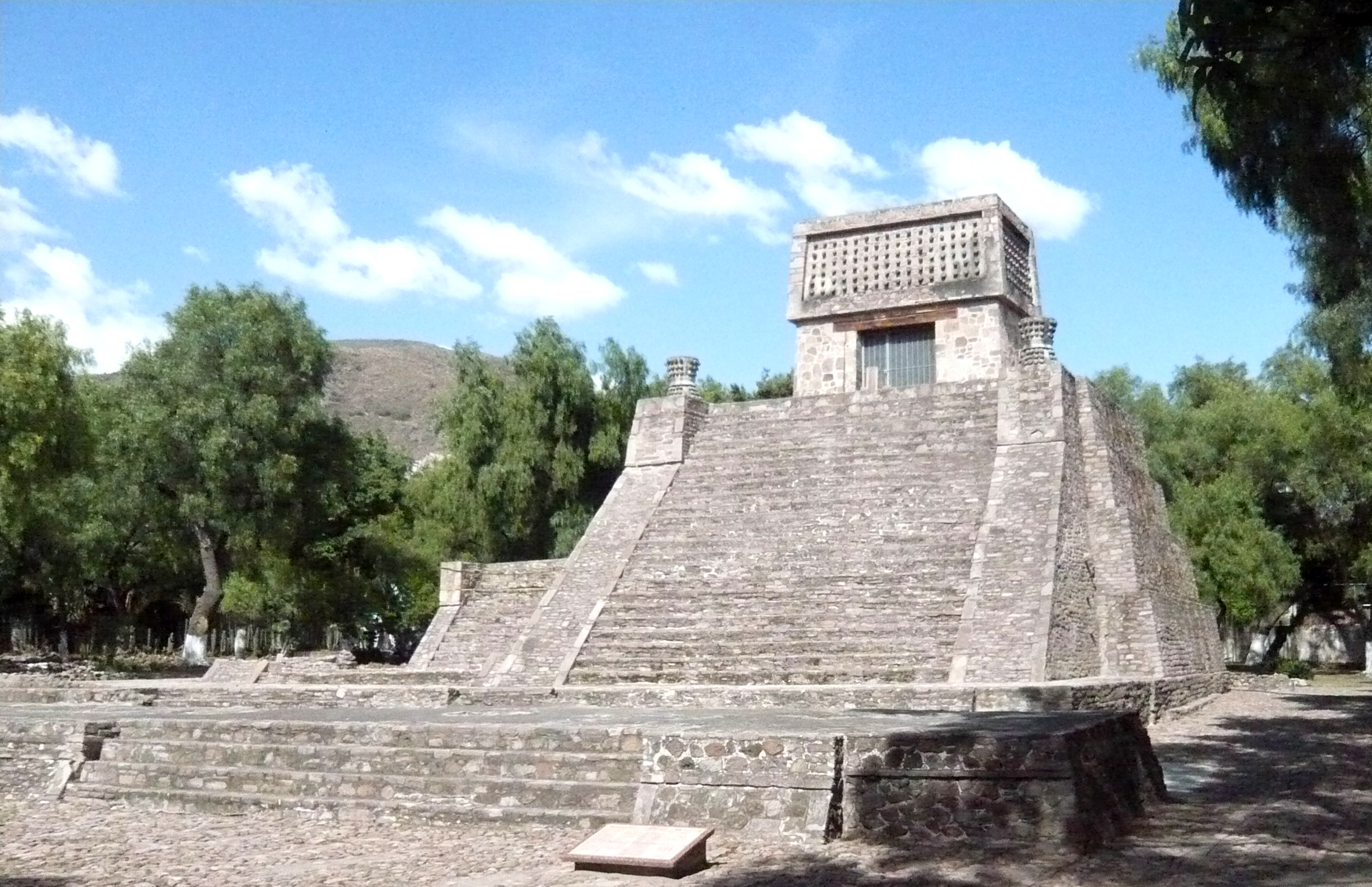
一个阿兹特克金字塔

阿兹特克建筑指的是阿兹特克文明发展起来的中美洲建筑的晚期形式。对这种建筑风格的了解来源于现存的阿兹特克建筑。现存的阿兹特克建筑特点为材料坚固，建造技艺高超，正是如此这些建筑屹立数个世纪后仍然不倒塌。大多数阿兹特克民用建筑都集中在阿兹特克的城市中心。许多阿兹特克城市还有较小的仪式活动区。

## 影响
阿兹特克建筑反映了阿兹特克文化在现今墨西哥疆域内的迁徙和扩张情况。阿兹特克金字塔早期的风颇受古典时期和其他后古典时期中美洲文化的影响。阿兹特克建筑亦影响后来的中美洲风格。正如莫雷洛所写，“阿兹特克建筑深受科尔瓦坎的托尔特克、阿斯卡波特萨尔科的特帕内克和特茨科科的阿科瓦的影响”。阿兹特克帝国主要是通过征服这种扩张形式建立起来的，因此阿兹特克人面临着将他们征服地区的民族纳入一个统一帝国的挑战。通过独特的建筑风格，阿兹特克帝国得以向被征服地区的人民宣传其世界观并展示其军事力量。
阿兹特克人将宇宙学、天文学和宗教作为其建筑的主要灵感。其宗教信仰反映在宗教建筑和民用建筑的设计中。关于建筑排列在阿兹特克文化中的重要性的研究表明，沿着建筑方向的日出和日落日期呈现出一种间隔模式，这些间隔大多是13和20的倍数。这个细节向专家们表明，这些建筑的方位与中美洲历法系统有关。这些间隔中出现频率最高的日期与其农业仪式周期中的重要日子重合。

## 历史
阿兹特克帝国和其文化种最著名（也是最代表性）的一些建筑位于其首都特诺奇蒂特兰，该城在16世纪西班牙征服后被西班牙人拆毁，从该城运来的石材随后被用于建造墨西哥城。墨西哥城的建设将阿兹特克神庙、广场等重要的阿兹特克遗址破坏，导致墨西哥城城内留下的考古遗址不多。
阿兹特克建筑遗址还包括马利纳尔科、特纳尤卡，公元1434年左右阿兹特克人征服了这两片土地。这两个遗址是已知最早的典型的阿兹特克双金字塔（相连的金字塔底座支撑着两座寺庙）和大神庙的发现地，同时双金字塔和大神庙也是其首都特诺奇蒂特兰最大的建筑。

## 风格
阿兹特克建筑以对称性、几何图案和流畅线条等元素为特点。莫雷诺认为，其他主要特点包括使用“浅浮雕、墙壁、广场和平台作为表现其神灵和理想的媒介”。
阿兹特克建筑中也有许多象征元素，包括四个基本方向，每个方向都代表着一位神灵、颜色和象征。阿兹特克人的建筑风格也运用了动物象征：鹰代表太阳和战士，蛇代表水或火，海螺壳象征着生育力和丰产。阿兹特克寺庙代表着山脉，亦是代表水和丰产的象征。建筑（特别是寺庙边顶和寺庙内侧）的雕塑，都仔细绘制，亦有其象征。寺庙内的每个方向都用一种颜色表示，每个方向都有一位神镇守，这些细节在很多场合被融入到阿兹特克建筑中。北方可能由夜之神特斯卡特利波卡统治，其代表色为黑色。南方可能由太阳和战争之神惠齐洛波奇特利统治，其代表色为蓝色。

## 结构类型
特诺奇蒂特兰城内的建筑包括神庙、宫殿和平台。神庙是阶梯状金字塔，底部有陡峭的楼梯通往神庙主体。阿兹特克的住宅建筑反映了居住人的社会和经济地位。
精英们住在被称为特克潘的宫殿里。 特克潘这一词常用来指代不同类型的宫殿，而不管各个建筑可能具有什么特殊功能。“最常见的是，特克潘一词指的是世袭领主的住所，它还具有相关含义，如政府所在地、财富和艺术之地，以及风景优美、娱乐消遣的田园诗般的隐居之所”。阿兹特克宫殿主要有三种类型：行政、贵族宅邸和游隐。行政宫殿是地方政府所在地，也是地方统治者的居所。这些建筑的特点是入口附近的一个大庭院，周围环绕着用途不同的附属建筑。苏珊·埃文斯表示：“特克潘的形式以一个大庭院为主，通向社区广场，最好将其视为社区的一种大型庭院。”。贵族宅邸根据阿兹特克的禁奢法建造。游隐宫殿有多种用途，从宗教圣地的附属到更精奢的建筑，例如位于特克斯科钦戈的一个浴场。
据记载，阿兹特克帝国各地曾矗立着数百座塔楼，目前仅发现了数十座塔楼的确切存在。这些已发现的塔楼大多是行政职能。
金字塔神庙，或称teocalli，是阿兹特克政府用以强调该地区的宗教意义及其帝国的威力而出资修建的宗教建筑。根据加里·费因曼的说法，中美洲神庙通常是矩形结构，入口位于其长边之一。神庙的基底通常是或高或矮的金字塔形土丘。神庙通常由两个或更多房间组成，有外室和更神圣的内室。
长方形金字塔可以供奉很多神灵，而圆形金字塔却只能供奉一个神灵，那就是阿兹特克文化中代表风的埃赫卡特尔。
阿兹特克文化的城市设计师以在城镇重要位置放置小型祭坛而闻名。其中一些祭坛可能充当展示祭祀牺牲品的头骨架的底座。其他祭坛可能用于为女性接生和女性治疗场，这些祭坛区通常与阿兹特克文化中的tzitzimitl神有关。还有一些祭坛可能被用作祭祀Tezcatlipoca神的祭品底座。阿兹特克的民用建筑都采用统一的建设规格和方式，区别在大小和装饰。
阿兹特克人因地处墨西哥城盆地而在此修建了堤道和奇南帕。奇南帕的独特结构堪称农业创新，其利用在湖中水平面以上的小块肥沃土地耕种，这也是历史上最早的灌溉技术之一。
球场也是一种非常流行的建筑结构，用于进行古代中美洲球类运动。通常球场采用经典的“I”形建造，这是这项运动的标准。这些球场被称为 tlachtli或tlachco，而球类运动本身则被称为ullamaliztli。球场和运动不仅是为了运动本身，其还具有重要的宗教价值。通常，当阿兹特克人居住在新的定居点时，首先建造的是維齊洛波奇特利神殿和紧邻它的球场。
由于特诺奇蒂特兰等最大的城市都建在地形类似沼泽的小岛上，这些定居点的清洁饮用水非常有限。这导致建造了阿兹特克渡槽，用于将淡水源和泉水的饮用水引到阿兹特克定居点。

## 建筑技术
阿兹特克人拥有先进的建筑技术，他们知道如何根据当地的地质和地形来调整自己的建造方式，其建筑方式尤其可以应对松软土壤。工匠们传统上用石头建造寺庙基座。 J·A·乔伊斯写道：“中美洲的自然地理环境有利于石制建筑艺术的兴起。” 。特诺奇蒂特兰城主神庙便是例证，其建在数百个支撑桩之上，以帮助建筑物在特诺奇蒂特兰周围的沼泽地形中保持稳定。
阿兹特克人还利用重力建造了自来水系统，将淡水输送到城市供水系统。他们还利用梯田来提高农业生产力。
阿兹特克人在建筑翻新或加盖时不太会‘辞旧迎新’，而是在现有建筑上加盖，这样就建成更大、更精致的金字塔，有些神庙被发现至少加盖了四五层。

## 与阿兹特克文化的关系
阿兹特克人设计的建筑不仅适合日常生活，还适合宗教活动。阿兹特克人的建筑风格反映了其社会阶层与权力的关系。在特诺奇蒂特兰，城市的布局代表了阿兹特克太阳和战争之神Huitzilopochtli的诞生。
金字塔神庙对阿兹特克人的宗教活动意义重大。它们是举行宗教庆典和仪式的场所。神庙象征着升天。其有多个阶层，每个阶层对应不同的社会等级。阿兹特克人认为，升天是准备取悦神的过程。举行祭祀活动的主庙位于最顶层，阿兹特克人认为最顶层是最接近神的地方。
阿兹特克人的家庭结构简单，与其他文明国家一致。房屋高度可达一至两层。

### 阶级分层
阿兹特克文化有其社会阶级分层。最高社会等级是祭司，可以进入神庙和更私密的场所。祭司成员住在城市中心的神庙附近，而下层阶级的人则根据其地位而住得越来越远。家庭建筑的大小反映了财富、权力和地位的差异。